# 卡琳·里德尔
卡琳·里德尔（英語：Karin Riedel，？—），澳大利亚女子赛艇运动员。她曾代表澳大利亚参加1984年和1985年世界赛艇锦标赛，获得一枚银牌和一枚铜牌，均来自轻量级项目。